# Liste des œuvres d'art dans l'espace

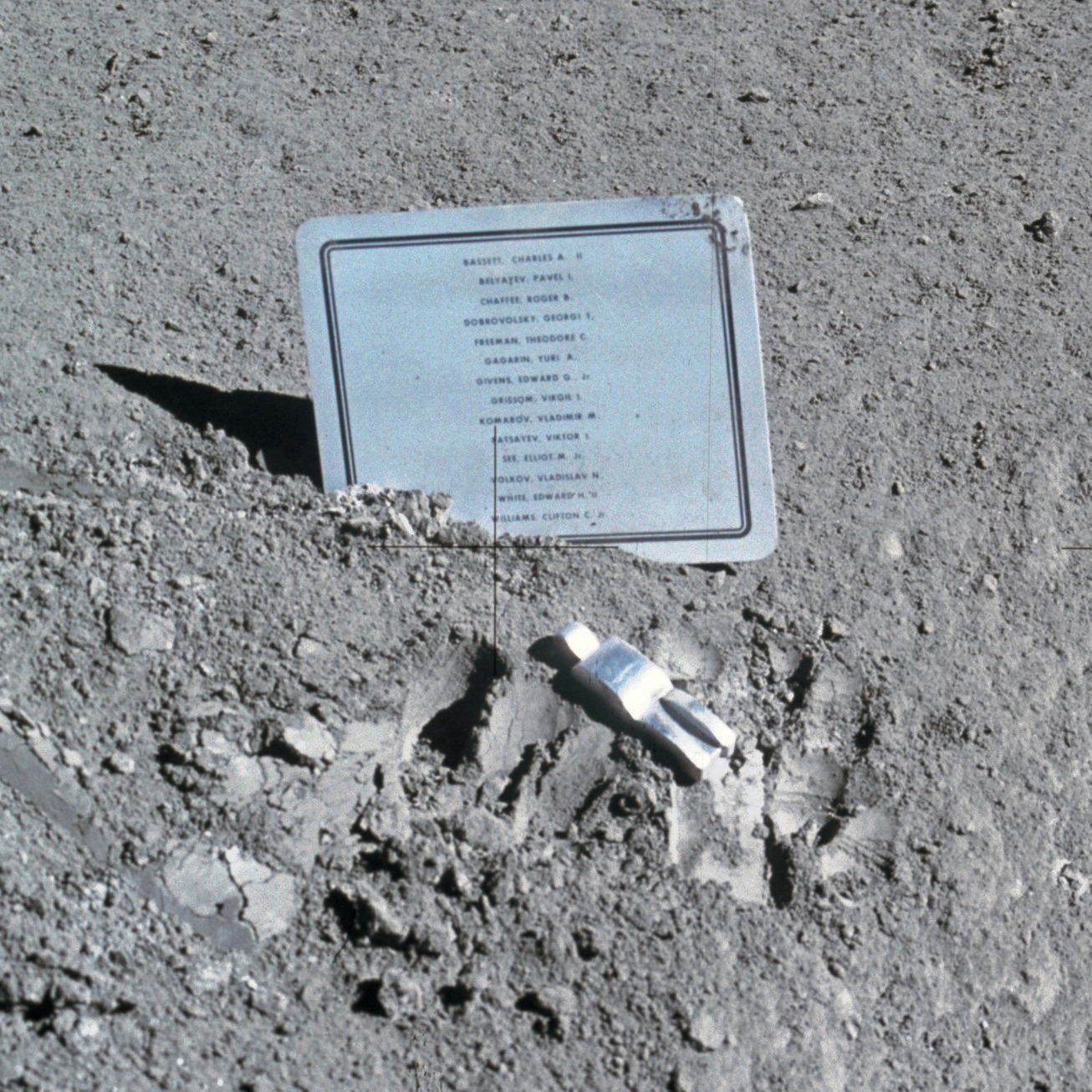
Fallen Astronaut, sculpture déposée sur la Lune en 1971.

Cet article recense les œuvres d'art créées, envoyées ou déposées par l'homme dans l'espace.

## Liste

### Espace proche
En orbite terrestre basse (à plus de 100 km d'altitude) :
- 1975 : Alexeï Leonov transporte du papier et des crayons avec lui et dessine des vues de la Terre pendant la mission Apollo-Soyouz[1] ;
- 1984 : S.P.A.C.E., Joseph McShane ; 2e mission de la navette Challenger, 18 au 24 juin ;
- 1986 : quatre tableaux d'Ellery Kurtz sont placés dans un conteneur pour la durée de la 7e mission de la navette Columbia du 12 au 18 janvier ;
- Milieu des années 1980 : œuvre d'Andreï Sokolov (ru) ; étude du soleil sur une station spatiale soviétique, embarquée sur la station Mir ;
- 1989 : Boundless Cubic Lunar Aperture, Lowry Burgess (en) ; 8e mission de la navette Discovery, 13 au 18 mars ;
- 1991 : ARTSAT, Richard Kriesche ; performance transmise depuis la terre aux cosmonautes de la station Mir qui en retournent les signaux modifiés après une orbite[1] ;
- 1993 : Cosmic Dancer (en), Arthur Woods ; sculpture placée dans la station Mir en mai[2],[3],[4] ;
- 1995 : Ars ad Astra ; exposition de 20 œuvres originales par autant d'artistes dans la station Mir[5] ;
- 2000 : SYSTEM IV, Moving Plates, Andreas Baumann et Eva Wohlgemuthan ; plaque fixée sur le satellite Cluster FM6 - Salsa[1] ;
- 2001 : Primsa, Pierre Comte ; sculpture transportée dans la station spatiale internationale par Claudie Haigneré[1] ;
- 2006 : Weltraum Visitor, Ragnhild Becker et Gunar Seitz ; sculpture en aluminium fixée sur le satellite TerraSAR-X ;
- 2013 : UKube-1, CubeSat au design extérieur par Jon Gibson et Amanda White (iam8bit (en)), 2013[6],[7] ;
- 2015 : Space2, Invader ; mosaïque emportée dans la station spatiale internationale par l'un des astronautes l'occupant[8].

### Lune
Sur la Lune :
- 1969 : Moon Museum, John Chamberlain, Forrest Myers (en), David Novros, Claes Oldenburg, Robert Rauschenberg et Andy Warhol ; plaque de céramique de 1,9 × 1,3 cm attachée à un pied du module lunaire d'Apollo 12 ;
- 1971 : Fallen Astronaut, Paul Van Hoeydonck ; statuette en aluminium de 8,5 cm de haut déposée par l'équipage d'Apollo 15.
- 2024 : Moons (125 sculptures miniatures) de Jeff Koons[9].

### Mars
Sur Mars :
- 2003 : Beagle 2, Damien Hirst : tableau placé dans la sonde Beagle 2[10],[11] ;
- 2003 : Monochrome (for Mars), Stephen Little ; œuvre placée sur le DVD accompagnant Spirit, sur Mars depuis 2004[1].

### Espace lointain
- 1972/1973 : Plaque de Pioneer, Frank Drake, Carl Sagan et Linda Salzman Sagan : plaque d'aluminium doré placée dans les sondes spatiales Pioneer 10 et Pioneer 11 ;
- 1977 : Voyager Golden Record : disque de 12 pouces placé dans les sondes spatiales Voyager 1 et Voyager 2 ;
- 1987-1992 : Inter-Galactic Sculpture, Ezra Orion (en) ; « sculpture lumineuse » créée en pointant par trois fois un ensemble de lasers vers plusieurs parties de la Voie lactée[12] ;
- 10 février 1997 : un CD-Rom comportant des milliers de messages est attaché à la sonde Cassini-Huygens[13] ;
- 2018 : plusieurs ouvrages gravés sur un disque de l'Arch Mission Foundation contenu dans la Tesla envoyée dans l'espace par Elon Musk le 6 février 2018[14],[15].